# Cumbres de Enmedio
Cumbres de Enmedio es un municipio español de la provincia de Huelva, Andalucía. El municipio cuenta con una población de 61 habitantes (INE 2024). Su extensión superficial es de 14 km² y tiene una densidad de 3,57 hab/km². Se encuentra situada a una altitud de 593 metros y a 140 kilómetros de la capital. Es el segundo municipio menos poblado de toda Andalucía.

## Geografía física
Integrado en la comarca de Sierra de Huelva, se sitúa a 126 kilómetros de la capital provincial. El término municipal está atravesado por la carretera nacional N-435, entre los pK 105 y 110, y por carreteras locales que conectan con Cumbres de San Bartolomé y Cumbres Mayores. 
El relieve del municipio está definido por cerros, lomas y barrancos que forman parte de Sierra Morena. Todo el municipio forma parte del parque natural Sierra de Aracena y Picos de Aroche. El arroyo del Sillo hace de límite natural por el norte con Extremadura. La altitud oscila entre los 677 metros al este, en el límite con Cumbres Mayores, y los 405 metros a orillas del arroyo del Sillo. El pueblo se alza a 589 metros sobre el nivel del mar. 
| Noroeste: Higuera la Real (Badajoz) | Norte: Higuera la Real (Badajoz) | Nordeste: Cumbres Mayores |
| Oeste: Cumbres de San Bartolomé     |                                  | Este: Cumbres Mayores     |
| Suroeste: Cumbres de San Bartolomé  | Sur: Cumbres Mayores             | Sureste: Cumbres Mayores  |

## Demografía
Cumbres de Enmedio cuenta con una población de 61 habitantes (INE 2024).
| Gráfica de evolución demográfica de Cumbres de Enmedio entre 1842 y 2021                                            |
| |
| Población de derecho según los censos de población del INE Población de hecho según los censos de población del INE |

| 60                        | 63 | 63 | 62 | 61 | 58 | 50 | 48 | 47 | 50 | 59 |
| (Fuente: INE [Consultar]) |    |    |    |    |    |    |    |    |    |    |